# Збинек Гейда
Збинек Гейда (чеськ. Zbyněk Hejda, 2 лютого 1930 року, Градец-Кралове — 16 листопада 2013, Прага) — найбільший чеський поет останньої третини XX століття, прозаїк, перекладач і правозахисник.

## Життєпис
Народився в східній Богемії, недалеко від кордону з Моравією. Дитинство провів в селі Horní Ves (край Височина). Батько — комуніст, в 1938 був виключений з партії за симпатії до книги Андре Жіда Повернення з СРСР, в 1939 розстріляний гестапо. 
У 1947 Збинек Гейда вступив в КПЧ. Вивчав мистецтвознавство, філософію і історію в Карловому університеті в Празі (1949 — 1953). Хотів займатися гуситами, але був залишений асистентом на кафедрі історії робітничого руху. У 1958 відсторонений від посади за критику вторгнення радянських військ в Угорщину в 1956 році. Тоді ж його вірші були опубліковані в моравському літературному журналі Host do domu, що видавався в Брно (в 1969 був закритий владою). Разом з Вацлавом Гавелом і ін. видавав ліберальний журнал Обличчя, впливовий в 1960-ті роки.
У 1969 році був прийнятий до Спілки письменників, де зайняв незалежну позицію. У 1970, після його різко-критичних відгуків про вторгнення СРСР до Чехословаччини, яке поклало кінець Празькій весні, втратив можливість публікуватися у відкритій пресі; в 1977, після підписання ним Хартії 77, був позбавлений місця в празькому букіністичному магазині. Працював двірником, перебував під наглядом спецслужб, друкувався тільки в самвидаві і закордоном. Перекладав вірші Емілі Дікінсон, Георга Тракля, Ґоттфріда Бенна. У 1985 році увійшов до редколегії журналу «Центральна Європа», що починався як самвидавний. Співпрацював з самвидавним журналом Яхима Топола і ін. Revolver Revue. 
Після Оксамитової революції став широко публікуватися. У 1996 було видано повне зібрання його віршів. Викладав історію літератури на медичному факультеті Карлового університету. У червні 2006 був присутній на III фестивалі поезії країн Вишеградської групи та Росії в Москві.

## Книги
- І все тут наповнене музикою / A tady všude muziky je plno (1963, бібліофільське видання, перевид. 1979 у самвидаві, у відкритій пресі — 1993)
- Саме блаженство / Všechna slast (1964)
- Сусідство смерті / Blízkosti smrti (1978, самвидав; 1985 — Мюнхен, 1992 —  Прага)
- Леді Фелтем / Lady Felthamová (1979, самвидав; 1987 —  Париж, двома мовами, 1992 —  Прага)
- Три вірші / Tři básně (1987, самвидав)
- Відпустка в санаторії / Pobyt v sanatoriu (1993)
- Я нікого там не зустріну / Nikoho tam nepotkám (1994)
- Меланхолійний вальс / Valse mélancolique (Брно, 1995)
- Básně (1996, збірка віршів)
- Překlady (1998, переклади)
- Дорога до Церкви / Cesta k Cerekvi (2004, проза)
- Сни / Sny (2007, проза)